# Брэдли, Мэрион Зиммер
Мэрион Зиммер Брэдли (англ. Marion Zimmer Bradley; 3 июня 1930, Олбани — 25 сентября 1999, Беркли) — американская писательница.
За сорок лет она опубликовала больше семи десятков книг, преимущественно написанных в жанрах фэнтези и научной фантастики.

## Биография
Родилась в Олбани в штате Нью-Йорк. В 1964 году окончила университет Хардина Симмонса в Техасе, в 1967 году — аспирантуру в Калифорнийском Университете, Беркли.
В 1949 году её рассказ[какой?] выиграл конкурс журналов Amazing Stories и Fantastic и стал её первой публикацией. Профессионально писать фантастику она стала с 1952 года.
Брэдли издавала и редактировала журнал Marion Zimmer Bradley's Fantasy Magazine. Журнал издавался c 1988 по 1999 годы.
В 2001 году вышел телевизионный мини-сериал «Туманы Авалона» режиссёра Ули Эделя по одноимённому бестселлеру Брэдли.

## Личная жизнь
В 1949 году вышла замуж за Роберта Олдена Брэдли (Robert Alden Bradley). В 1964 году развелась и вышла замуж за Уолтера Брина (Walter H. Breen, 1928—1993), с которым развелась в 1990 году.
В 2014 году после смерти писательницы ее дочь Мойра Грейланд (Moira Greyland) сообщила, что её отец Уолтер Брин, второй муж Зиммер, насиловал её с детства. Грейланд также рассказала, что подвергалась сексуальному насилию со стороны матери, но не сообщала об этом долгие годы, так как не хотела расстраивать поклонников писательницы, многим из которых помогли книги Зиммер, а также опасалась негативной реакции фанатов, считавших писательницу борцом за права женщин.
Брина, который был экспертом в области нумизматики, несколько раз арестовывали за домогательства и изнасилования детей. Мойра Грейланд помогла полиции арестовать отца в очередной раз в 1990-е годы. Он умер в тюрьме от рака в 1993 году.
После разоблачений Грейланд издатели Зиммер решили направлять часть доходов от продажи её книг в организации, помогающие жертвам насилия.

### Серии

#### «Туманы Авалона»
Цикл романов о короле Артуре:
1. Владычица Магии
2. Верховная Королева
3. Король-Олень
4. Пленник дуба

#### «Дарковер»
- Вынужденная посадка
- Королева бурь
- Повелительница ястреба
- Два завоевателя
- Наследники Хамерфела
- Кровавое солнце
- Ветры Дарковера
- Меч Алдонеса

### Другие произведения автора
- Джеки и Сверхновая
- Звёзды Ждут
- Лесная обитель
- Ночной Пришелец
- Призрачный Свет
- Руины Изиды
- Секрет Голубой Звезды
- Результативная терапия
- Смерть среди звёзд
- Ссылка в прошлое
- Чёрное и белое
- Тигр, светло горящий (в соавторстве с Андрэ Нортон и Мерседес Лэки)
- Цикл «Черный Триллиум, Леди Триллиума» (в соавторстве с Андрэ Нортон и Джоан Мэй)
- Цикл «Охотники красной луны» (в соавторстве с Полом Зиммером): Охотники красной луны; Уцелевшие.
- Трапеция